# Ibrahim Ba
Ibrahim Ba (12 de noviembre de 1973) es un exjugador de fútbol Francés. Nació en Dakar, Senegal pero su familia se mudó a Francia cuando todavía era un niño, manteniendo siempre su doble nacionalidad, pero prefiriendo jugar por Francia.
Se unió al Le Havre AC en 1991 siendo transferido al Girondins de Bordeaux en 1996. Se convirtió en la máxima estrella del Bordeaux y fue vendido al AC Milan después de una temporada. Su primera temporada en Milán fue la mejor, jugó 31 encuentros anotando un gol.
Ibrahim Ba fue visto como un gran talento pero nunca cumplió con esa promesa. Fue dejado fuera de la selección francesa para la Copa Mundial de Fútbol de 1998. Momento que parece marcar el comienzo de su caída.
En los años siguientes Ba no jugó mucho por el Milan y se fue cedido al Olympique de Marsella y al Perugia Calcio donde se rompió una pierna. En el 2003 finalmente dejó el Milan por el Bolton Wanderers. Como sea intentó dar ahí una buena impresión fallando en su intento por lo que fue a jugar a Turquía después de una temporada.
En el 2005 sorprendentemente fue fichado por el club Djurgårdens y Ba se mudó a Suecia. Ba fue una contratación espectacular para el club sueco, causando gran expectación en Suecia. Djurgårdens ganó la liga en su primera temporada, pero Ba defraudó a los hinchas y comentaristas pasando mucho tiempo como suplente. A comienzos del 2006 se decidió a terminar su contrato por lo que dejó el Djurgårdens en enero. Posteriormente fichó por el AS Varese 1910 de la Serie C2 italiana, donde anotó cinco goles en diez partidos. En 2007 sorprendentemente ficha de nuevo por el AC Milan aunque en 2008 optó por retirarse sel fútbol profesional para pasar a ser observador de potenciales jugadores en África al servicio del AC Milan.

## Clubes
| Club                  | País       | Año         |
| --------------------- | ---------- | ----------- |
| Le Havre AC           | Francia    | 1991 - 1996 |
| Girondins de Bordeaux | Francia    | 1996 - 1997 |
| AC Milan              | Italia     | 1997 - 1999 |
| Perugia Calcio        | Italia     | 1999 - 2000 |
| Marseille             | Francia    | 2001        |
| AC Milan              | Italia     | 2001 - 2003 |
| Bolton Wanderers      | Inglaterra | 2003 - 2004 |
| Çaykur Rizespor       | Turquía    | 2004 - 2005 |
| Djurgårdens IF        | Suecia     | 2005        |
| AS Varese             | Italia     | 2006 - 2007 |
| AC Milan              | Italia     | 2007 - 2008 |

## Palmarés
- 1 Liga Italiana con el AC Milan: 1998-99
- 1 Liga de Campeones de la UEFA con el AC Milan: 2002-03
- 1 Copa de Italia con el AC Milan: 2002-03
- 1 Liga Sueca con el Djurgårdens IF : 2005
- 1 Copa de Suecia con el Djurgårdens IF : 2005

- Datos: Q342599
- Multimedia: Ibrahim Ba / Q342599